# 조반니 XXIII역
조반니 XXIII (Giovanni XXIII, 조반니 벤티트레) 역은 이탈리아 시칠리아 섬 카타니아의 카타니아 지하철에 속한 역이다. 2016년에 개통되었다. 2면으로 된 승강장 구조를 지니고 있으며 갈라테아-카타니아 공항 사이를 잇는 역 중 하나다.

## 역사
조반니 벤티트레 역의 공사는 2001년 11월 오모니마 광장의 북동쪽 부분에 지반을 파는 것으로 시작되었다. 그러나 여러 기술적, 경제적 문제가 닥치는 바람에 완공시한은 연기를 거듭했다. 갈라테아-조반니 벤티트레 구간의 굴착을 먼저 시작했는데 하수 파이프라인이 굴착공사에 사용되지 않았기 때문이었다. 이후 공사를 재개했다가 2003년에는 다시 공사가 중단되었는데, 이번에는 터널 굴착공사 중 지상 건물과 근접해 영향을 줄 경우를 고려하지 않았기 때문이다. 따라서 아프리카 대로변 건물들의 기반을 강화하기 위해 터널 설계를 다시 할 수밖에 없었다. 지상 건물의 안정성을 훼손하지 않도록 입찰을 새로 진행하여 터널을 재설계하였으며, 이 과정에서 공사 기한도 연장될 수밖에 없었다. 이후 지상 건물에 압박을 주지 않도록 하는 기술공법을 새로 도입하였으며, 2015년애는 해당 구간의 터널 공사가 마무리될 수 있었다.
2016년에는 보르고-갈라테아 구간과 조반니 벤티트레-스테시코로 구간의 터널이 완공되었다. 2016년 12월 초에는 승강장 공사가 모두 완료되었으며 12월 20일에는 역이 정식으로 개통하였다.

## 시설
이 역에는 다음과 같은 시설이 있다.
- 장애인용 엘리베이터
- 에스컬레이터
- 감시카메라
- 매표기

## 환승
- 카나티아 첸트랄레 역
- 시내버스 (AMT 소속)
- 교외 및 시외버스 (AST, Interbus 소속)
- 지역, 전국, 국제버스 (SAIS, Interbus, Baltour, 유로라인 소속)
- 택시 정류장